# Gouvernement régional criméen
Pour les articles homonymes, voir Crimée (homonymie).
1918–1919
Entités précédentes :
- République socialiste soviétique de Tauride

Entités suivantes :
- République socialiste soviétique criméenne

Le Gouvernement régional criméen, en russe Крымское краевое правительство Krymskoe kraevoe pravitel'stvo, désigne deux courtes périodes de l'histoire de la Crimée en 1918 et 1919 dans le cadre de la guerre civile russe durant laquelle elle est dirigée par une république libérale avant une invasion soviétique à l'origine de la République socialiste soviétique criméenne.
Le premier gouvernement, sous la direction de Maciej Sulkiewicz, est en place du 25 juin au 15 novembre 1918 pendant l'occupation allemande de la Crimée. Sa politique est marquée par une volonté séparatiste et dépend du bon vouloir de l'occupant.
Le second gouvernement, dirigé par Solomon Krym, lui succède jusqu'en avril 1919 et s'appuie sur l'armée des volontaires du général Anton Dénikine.